# Samsung i900 Omnia
Il Samsung i900 Omnia, più noto semplicemente come Omnia (modello: SGH-I900) è uno smartphone touch screen prodotto da Samsung con sistema operativo Windows Mobile 6.1 Professional, che consente di connettersi a internet in diversi modi e contiene anche un modulo gps integrato.
Lanciato da Samsung principalmente per fornire al pubblico una valida alternativa al diffusissimo Apple iPhone, l'i900 vanta inoltre una vasta disponibilità di programmi volti a migliorare la versatilità del dispositivo, e la possibilità del telefono di essere collegato al televisore attraverso l'apposito cavo in dotazione.
È il primo di una serie di Omnia che si sono susseguiti nei mesi a venire migliorando sempre più le caratteristiche dello smartphone sotto ogni aspetto.

## Uscita
È stato annunciato nel giugno 2008 e viene lanciato:
- Singapore: meta giugno
- Asia: luglio
- Europa: agosto, a parte l'Italia dove viene lanciato in anteprima in luglio

## Connettività
Il Samsung i900 Omnia è dotato di connessione Wi-Fi,GPRS,UMTS Hi-Speed ed HSDPA.

## Fotocamera
La fotocamera è da 5 Mp dotata di autofocus e flash led.
È possibile modificare i video direttamente sul proprio cellulare grazie ad una sezione dedicata al video editing.

## Touchscreen
i900 monta un touchscreen da 3,2" di tipo resistivo.
Nei primi modelli prodotti si poteva riscontrare una scarsa sensibilità del pannello risolta poi in quelli di successiva produzione, fino a raggiungere la massima sensibilità nelle versioni "Reloaded".

## Interfacce
Nel Samsung i900 Omnia si vanno ad aggiungere oltre la classica di Windows Mobile 3 interfacce:

### Samsung Today 1
È l'interfaccia più basiliare, sono presenti i collegamenti alle funzioni principali

### Samsung Today 2
È un'interfaccia divisa in tre schede:
- Home - Mostra l'ora e i collegamenti al registro chiamate, alle e-mail e agli SMS
- Impostazioni - Mostra e permette di fare le principali impostazioni al telefono
- Rubrica - Permette di inserire dei collegamenti ai nominativi

### Samsung TouchWiz
Anche nota come Samsung Widget, è l'interfaccia predefinita ed è composta da una barra a lato contenenti dei widget che vanno trascinati sullo sfondo. È presente anche sul Samsung F480, Samsung i8000 Omnia, Samsung i8910 Omnia HD, Samsung M8800 Innov8 Touch e altri...